# KkStB 270
Die kkStB 270 war eine Güterzug-Schlepptenderlokomotive der k.k. österreichischen Staatsbahnen.

## Die Reihe 270 in Österreich

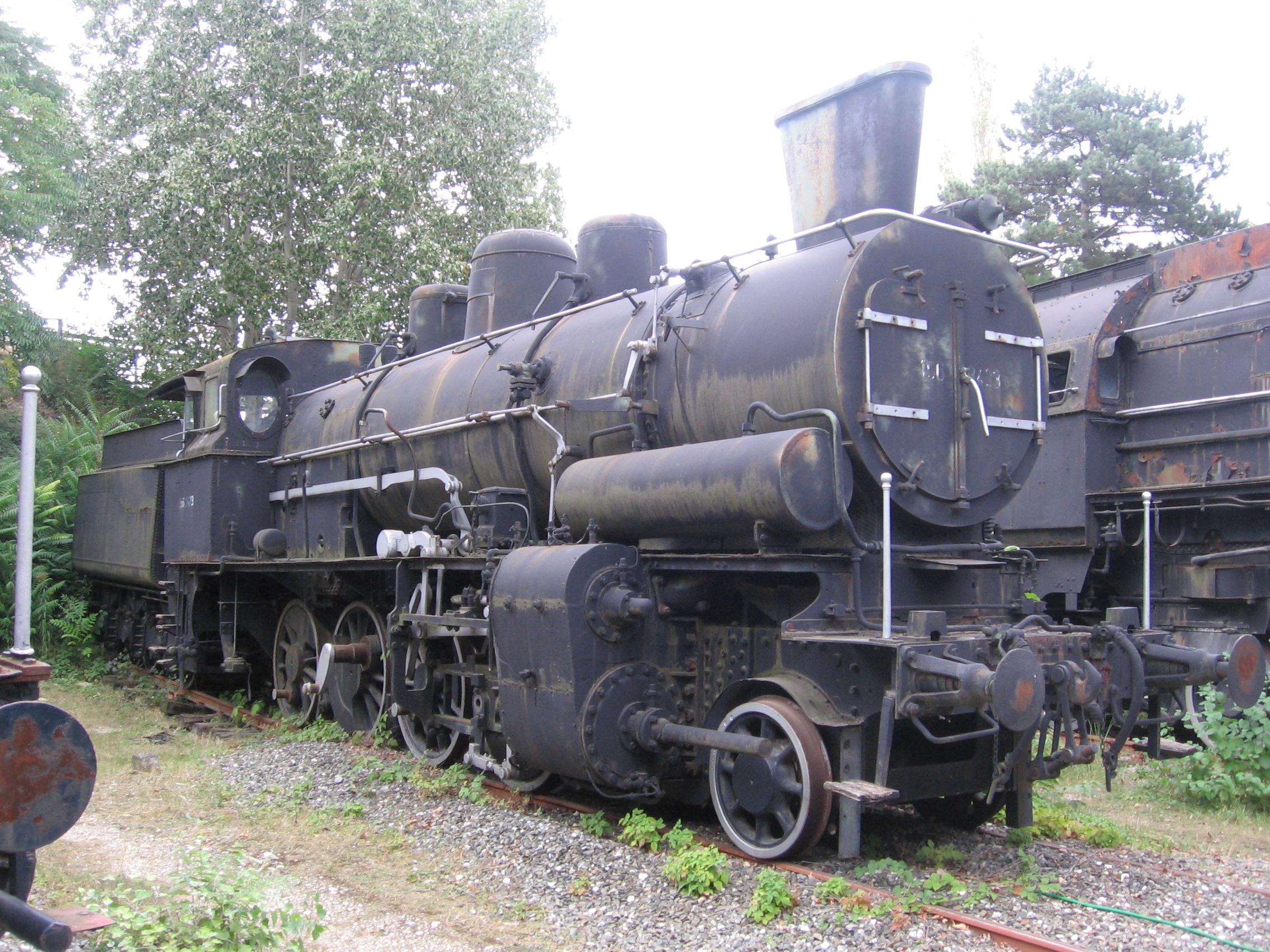
ÖBB 156.3423 im Eisenbahnmuseum Straßhof (2017)

Zwischen dem Erscheinen der Reihe 170 und ihrer Heißdampfvariante vergingen 20 Jahre, da das Militär die einfach aufgebauten Nassdampfmaschinen bevorzugte. Erst 1915 arbeitete Johann Rihosek, der Vertreter Karl Gölsdorfs, den Entwurf der Heißdampf-Zwillingslokomotive aus. Die konstruktive Durcharbeitung übernahm die Böhmisch-Mährische Maschinenfabrik. Wie in Österreich üblich war die Überhitzerfläche eher gering, da man zu Recht fürchtete, dass das heimische Schmieröl höheren Temperaturen nicht gewachsen sei. Die Zugkraft der 270er war erheblich höher als die der 170er: sie konnte 1220 t bei 60 km/h befördern. Die zwei Dampfdome mit Verbindungsrohr der 170er wurden durch einen einfachen Dampfdom und zwei Sanddome ersetzt.
Die ersten 7 Lokomotiven wurden kriegsbedingt erst 1917 von der Böhmisch-Mährischen Maschinenfabrik geliefert. Bis Kriegsende wurden 27 Stück produziert. Erst ab 1920 wurden die Maschinen für die BBÖ in Serie gebaut, bis 1922 wurden insgesamt 100 Exemplare in Dienst gestellt. Der gesamte Bestand wurde 1938 von der Deutschen Reichsbahn als 56.3401–3500 übernommen. Nach dem Zweiten Weltkrieg blieben nur mehr 25 Stück in Österreich, die die ÖBB als Reihe 156 einordnete. Bei 15 Lokomotiven wurden Giesl-Ejektoren installiert und Siederohrdrosselung angewandt. Die ÖBB musterte 1968 die letzten Maschinen dieser Reihe aus. Lediglich die 156.3423 (ex 270.125) blieb erhalten.

## Die Reihe 270 in der Tschechoslowakei

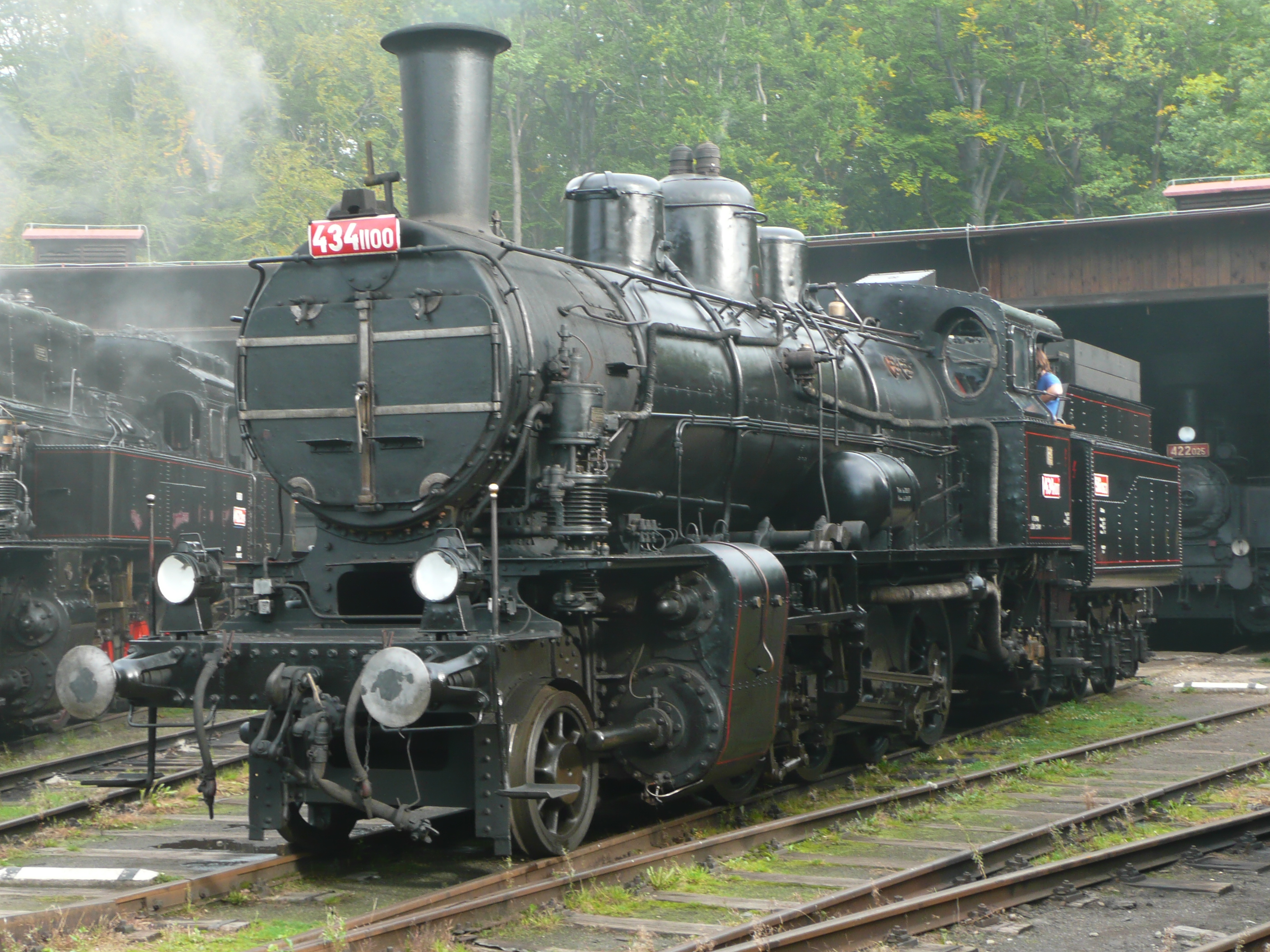
ČSD 434.1100 im Eisenbahnmuseum Lužná u Rakovníka

Ein Teil der Reihe 270 verblieb nach dem Ersten Weltkrieg in der neu gegründeten Tschechoslowakei. Die Tschechoslowakischen Staatsbahnen (ČSD) ließen ab 1919 weitere 119 Maschinen bauen. Wurden diese anfangs noch von den österreichischen Herstellern Wiener Neustadt und Floridsdorf geliefert, so wurden ab 1920 fast alle tschechischen Lokomotivhersteller in die Fertigung einbezogen. Ab 1924 erhielten die Lokomotiven die neue Baureihenbezeichnung 434.1. Erst 1930 wurde als letzte Maschine die 434.1165 in Dienst gestellt. Charakteristisch für ihr Aussehen war ihr bauchiger Schornstein mit der Krempe, die drei Dome in der Kesselmitte und ihr Führerhaus.
Nach dem Zweiten Weltkrieg verblieben in der Tschechoslowakei 34 ehemalige BBÖ-Lokomotiven, sodass sich ihr Bestand auf 199 Lokomotiven erhöhte. Ihr Einsatzgebiet war hauptsächlich der Güterzug- und der Rangierdienst, bis sie vornehmlich durch die Diesellokomotiven der Baureihe T 458.1 (heute: Baureihe 721) abgelöst wurden. Die meisten Lokomotiven schieden bis 1972 aus dem aktiven Dienst aus. Die letzte betriebsfähige Maschine war die 434.1181, die am 16. März 1976 ausgemustert wurde.
Erhalten blieb 434.1100 (die erste von den Škoda-Werken gefertigte Lokomotive) als betriebsfähige Museumslokomotive der ČD sowie 434.1128 im Depot Žilina als Museumslokomotive der ŽSR.

## Die Reihe 270 in Albanien
Insgesamt fünf Lokomotiven wurden 1946 nach dem Ende des Zweiten Weltkriegs von der Sowjetunion an Albanien geschenkt. Es handelte sich um Kriegsbeute der BBÖ, die von der Hekurudha Shqiptare auf den ersten Eisenbahnstrecken des Landes eingesetzt wurden. Es handelte sich um die 56.3408, 56.3415, 56.3457 und 56.3496. Eine fünfte Lokomotive, die 56.3445, folgte 1952 – dies ist aber nicht genau bestätigt.

## Die Reihe 270 in den anderen Nachfolgestaaten der Monarchie

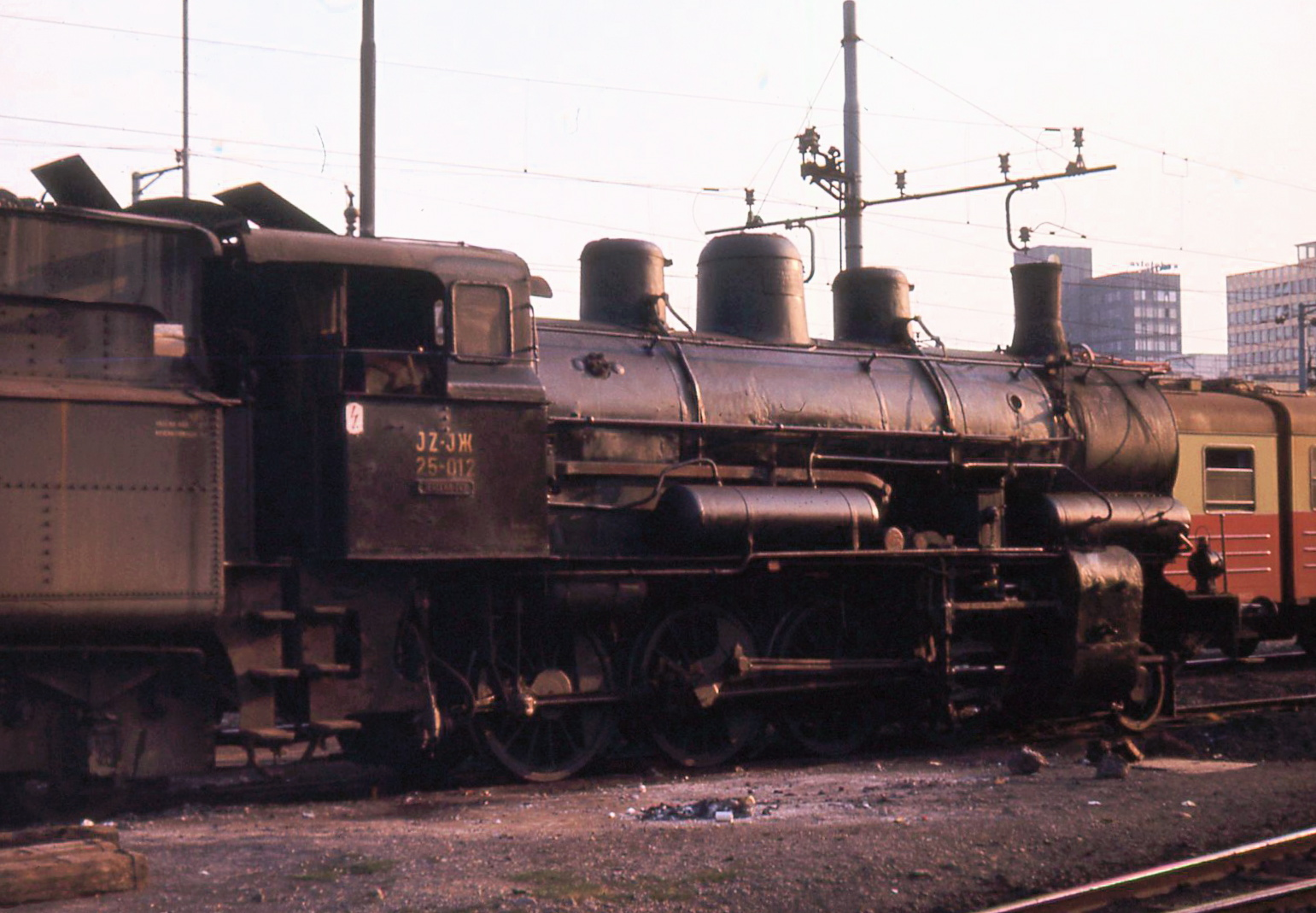
25-012 der Jugoslawischen Staatsbahnen in Ljubljana (1971)

Die Lokomotivfabrik Floridsdorf lieferte insgesamt 253 Exemplare der 270er nach Polen, wo sie die PKP als Tr12 einreihte, in die Tschechoslowakei, nach Jugoslawien (JDŽ 25), nach Italien (FS 728) und nach Rumänien (CFR 140).
Die PKP beschaffte weitere Maschinen, die in Form von Halbfertigteilen von der Wiener Neustädter Lokomotivfabrik nach Polen geliefert wurden. Als die Tschechoslowakei Landesteile an Ungarn abtrat, kamen Maschinen der Reihe 434.1 als 403.6 zur MÁV. Rumänien bestellte auch weitere Maschinen dieser Reihe bei Škoda in Pilsen in der Tschechoslowakei sowie bei Schneider in le Creusot (Frankreich). Darüber hinaus baute die Maschinenfabrik der Ungarischen Staatsbahn acht Exemplare für die Donau-Save-Adria-Bahn, der Nachfolgerin der Südbahngesellschaft, die sie als Reihe 140 bezeichnete. Diese Maschinen kamen 1934 zur MÁV als Reihe 403.5.

## Erhaltene Exemplare
Es sind zahlreiche Exemplare dieser Baureihe in Polen, in Tschechien, der Slowakei, in Österreich, in Italien und in Slowenien erhalten. 
Betriebsfähig sind die 434.1100 im Eisenbahnmuseum Lužná u Rakovníka in Tschechien sowie die Tr12-25 im Freilichtmuseum für Schienenfahrzeuge in Chabówka in Polen.